# Růže Sherardova

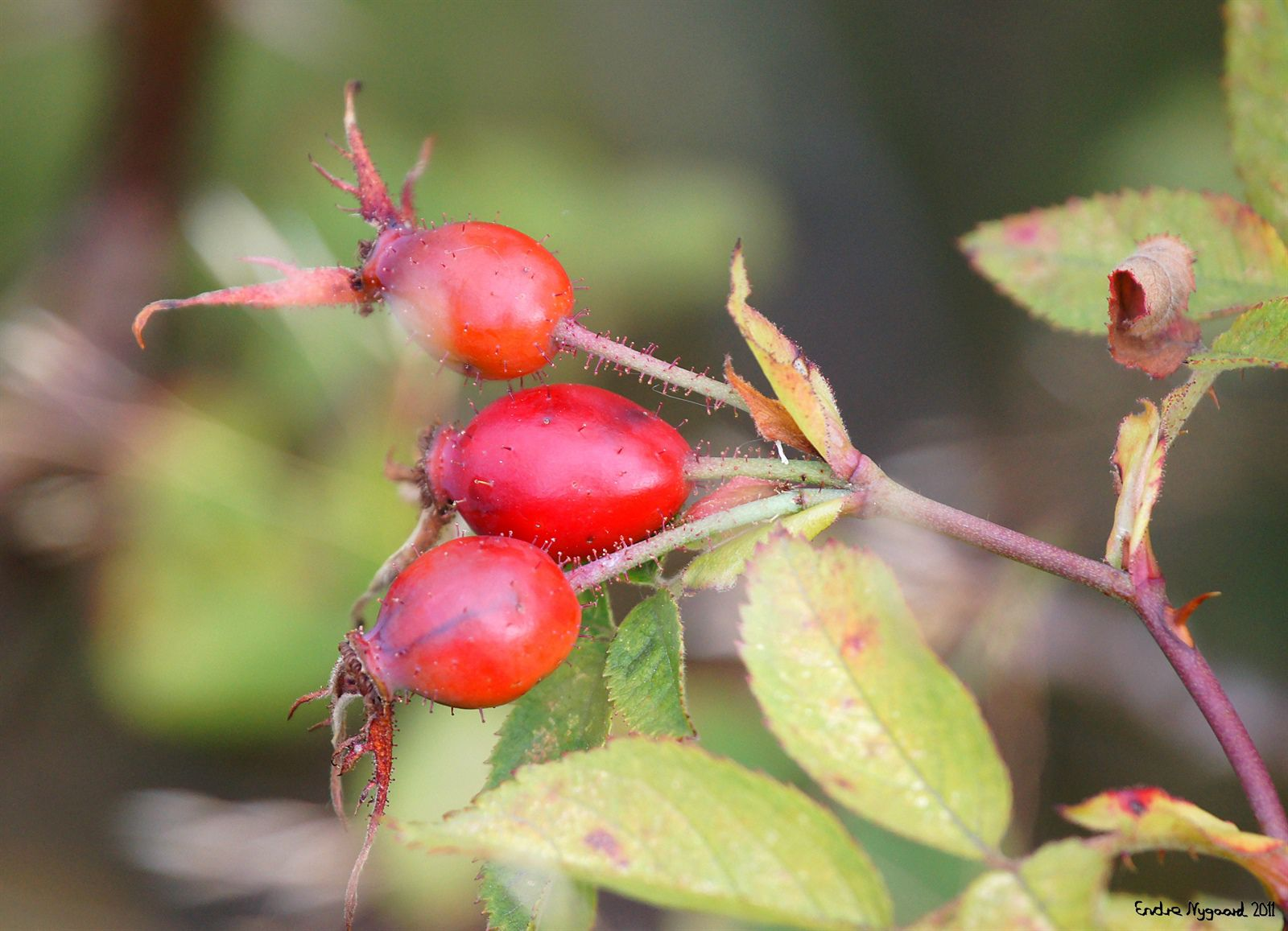
Šípky se stopkatými žlázkami a trvalým kalichem

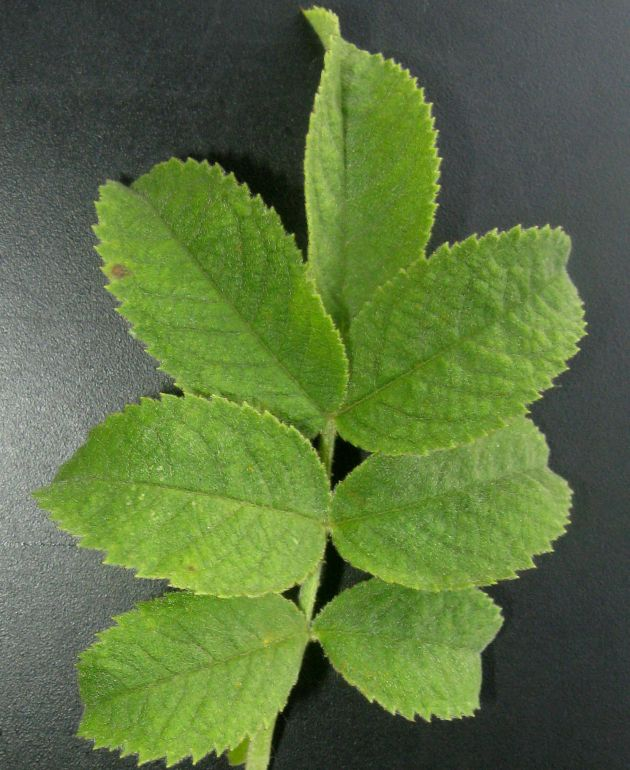
Tříjařmý list

Růže Sherardova (Rosa sherardii) je kompaktní, růžový keř s ostnitými, obloukovými větvemi dlouhými jeden až dva metry a kvetoucí růžovými až sytě růžovými květy. Je opadavou dřevinou evropského původu. Své druhové jméno sherardii dostala po anglickém botanikovi Williamu Sherardovi, žijícím na přelomu 17. a 18. století.
V české přírodě je růže Sherardova původním druhem, ale je dosti vzácná a vyskytuje se jako planě rostoucí rostlina. Je proto v třetím vydání "Červeného seznamu cévnatých rostlin České republiky" zařazena mezi ohrožené druhy (C3).

## Rozšíření
Vyskytuje se převážně v severozápadní a střední Evropě, kde na severu zasahuje až na Britské ostrovy a na jih Skandinávie. Na jihu je její areál ohraničen přibližně 40° severní zeměpisné šířky, míjí Pyrenejský i Apeninský poloostrov a na Balkán zasahuje jen do severní části. Na východě areál končí ve středu evropského Ruska. Ojediněle byla zavlečena mimo Evropu, pravděpodobně byla skotskými osadníky koncem 18. století vyvezena do Spojených států amerických, kde nyní roste ve Vermontu.
V České republice je zaznamenána nejčastěji v podhorských polohách mezofytika, odkud zasahuje až do oreofytika. Vyskytuje se nejvíce v Krušných horách, Krkonoších a Žďárských vrších. Je dřevinou, o jejímž rozšíření není mnoho informací, pro řídký výskyt a zaměnitelnost s podobnými druhy bývá často přehlížená.

## Ekologie
Růže Sherardova je pentaploidní (2n = 35) fanerofyt se základním chromozomovým číslem x = 7. Při opylování dochází, podobně jako u všech pentaploidních růží sekce Caninae, k unikátní asymetrické meióze, při níž není do vajíčka přeneseno všech pět bazálních genomů, ale jen čtyři.
Je na živiny nenáročnou rostlinou vyskytující se na mezích, křovinatých svazích, lesních okrajích i ve světlých lesních porostech. Roste jak podél vodních toků (ne však na mokrých stanovištích), tak i na kamenitých stráních ve skalních štěrbinách. Upřednostňuje dobře osluněná místa na bazických horninách. Nejvýše se vyskytuje v Krušných horách, kde roste v nadmořské výšce 850 m n. m. Kvete obvykle v červnu a červenci.

## Popis
Rozložitý, jeden až dva metry vysoký, prutnatý nebo rozkladitý keř s obloukovitě ohnutými hlavními větvemi s kůrou načervenalou až našedlou. Hluboko sahající kořeny jsou doplněné podzemními výběžky, které vytvářejí kolem mateřské rostliny neprostupný polykormon. Řídce ostnité větve jsou porostlé štíhlými, z obou stran stlačenými, přímými nebo skloněnými ostny. Střídavě vyrůstající řapíkaté, složené, sivozelené listy s palisty jsou 6 až 10 cm velké, lichozpeřené a mají dva či tři páry lístků dlouhých 30 až 45 mm a širokých 15 až 30 mm. Lístky s řapíčky jsou eliptické nebo vejčité, klínovité nebo zaokrouhlené, na vrcholu špičaté nebo zaoblené, po obvodě drobně dvojnásobně zubaté, oboustranně chlupaté a na rubu mají aromatické žlázky vydávající vůni po pryskyřici.
Květy o průměru 2,5 až 3,5 cm jsou růžové až sytě růžové, oboupohlavné, pětičetné a vyrůstají po třech až čtyřech v květenstvích, méně často i jednotlivě. Zelené lístky kalichu bývají dlouhé téměř 20 mm, vnější jsou jednoduše zpeřené, žláznaté a po odkvětu vzhůru vztyčené. Koruna je z růžových až sytě růžových lístků dlouhých až 20 a širokých do 15 mm, tyčinek se žlutými prašníky je v květu větší množství. Semeník je složen z mnoha plodolistů, čnělky jsou hustě chlupaté a vytvářejí nízkou přitisklou hlavičku.
Plod na žláznaté stopce je šípek, jenž bývá kulovitý či vejcovitý, oranžový až jasně červený. Šípek má široké ústí, plochý nebo mírně kuželovitý disk a je porostlý stopkatými žlázkami a na konci má vztyčené trvalé kališní lístky a čnící chlupaté čnělky. Obsahuje až 40 světle žlutých semen, která jsou z botanického hlediska považována za nažky. Šípky zůstávají na keřích dlouho po opadu listů.

## Možnost záměny
Růže Sherardova je v české přírodě dosti vzácná a v mnoha morfologických znacích se přibližuje růži plstnaté (Rosa tomentosa), od níž se viditelně odlišuje především vztyčenými vytrvalými kališními lístky. K záměně může případně dojít i s růží podhorskou (Rosa dumalis), která ale nemá na listech vonné žlázky.
V kultuře se nepěstuje a v přírodě obvykle vyrůstá roztroušeně, často se jedná o jediný keř ve společnosti jiných druhů růží, nejčastěji růže šípkové (Rosa canina).